# Constantin Chiriac
Constantin Chiriac (n. 3 octombrie 1957, Prisăcani, Regiunea Iași, România) este un actor român de teatru și film. 
A absolvit Liceul "Costache Negruzzi" din Iași și mai apoi UNATC ca șef de promoție în 1980. 
A ales să ajungă la Sibiu după facultate gândindu-se că este ceva provizoriu, ca mai apoi să rămână în Sibiu.
Are un doctorat în actorie cu tema: Poezia ca spectacol. Are o specializare în management cultural în Marea Britanie și în Statele Unite.
În 1993 a fondat Festivalul Internațional de Teatru de la Sibiu care se ține anual pe durata a 10 zile, cu peste 3300 de artiști invitați, din peste 70 de țări, peste 570 de evenimente, cu peste 70000 de spectatori pe zi, iar jumate dintre spectatori sunt din afara României, cu peste 600 de voluntari si alti 200 de membri in stafful organizațional.
Din 2000 conduce în calitate de director general Teatrul Național "Radu Stanca" Sibiu.

## Premii
A primit Ordinul Național „Pentru Merit” în grad de Cavaler., Cavaler al Ordinului Național al Legiunii de Onoare, din partea statului francez.
În 2019 Guvernul Japoniei i-a acordat ”Ordinul Soarelui Răsare” actorului Constantin Chiriac, director al Teatrului Național ”Radu Stanca” și președinte al Festivalului Internațional de Teatru de la Sibiu, pentru contribuția adusă la promovarea culturii nipone în România.

## Filmografie
- Înainte de tăcere ‎(1978)
- Croaziera (1981) - Paul Chelea
- Fapt divers (1985)
- Moromeții (1987) - Nilă
- Undeva la Palilula (2012) – Troțki